# Azúcar Moreno
Azúcar Moreno (spanska för farinsocker), är en spansk duo bestående av systrarna Toñi och Encarna Salazar. 
Systrarna började sjunga i bakgrundskören hos sina sjungande bröder. De blev upptäckta 1982 av skivbolaget EMI och gav ut två album hos dem. 1988 blev de signade hos CBS-Epic. De blandade nu sitt romska arv och flamencorytmer med disco och techno. En av deras första stora kommersiella framgångar var Debajo Del Olivo, utgiven 1988. 
1990 representerade de Spanien i Eurovision Song Contest i Zagreb. De lottades att starta som nummer ett och när de skulle påbörja framträdandet var det problem med ljudet och den del av musiken som var förinspelad hördes inte. Systrarna lämnade scenen och efter någon minuts tystnad kunde de komma tillbaka och framföra sitt bidrag. Kvällen slutade för dem på en hedersam femteplats.
Sedan dess har de spelat in skivor i både Storbritannien och USA och har sålt många skivor i Latinamerika. Mambo blev deras kommersiella genombrott i Japan. 
De är populära inom den spanska gaykulturen och 2000 gav de ut en låt speciellt för gaypubliken, Amigo Mío, och de har även spelat in en flamencoversion av I Will Survive; Sobreviviré.
2006 återvände Azúcar Moreno till skivbolaget EMI och förväntades åter representera Spanien i Eurovision Song Contest, men systrarna i Las Ketchup valdes att göra det istället.

## Diskografi

### Album
- Con La Miel En Los Labios 1984
- Estimúlame 1986
- Carne De Melocotòn 1988
- Mix In Spain 1989
- Bandido 1990
- The Sugar Mix Album 1990
- Mambo 1991
- Ojos Negros 1992
- El Amor 1994
- Brillantes (samlingsalbum) 1995
- Esclava De Tu Piel 1996
- Mucho Azucar - Grandes Exitos (samlingsalbum) 1997
- Olé 1998
- Latin Stars (samlingsalbum) 1998
- Amén 2000
- Unicas 2001
- Coleccion De Oro (samlingsalbum) 2002
- Los Esenciales (samlingsalbum) 2004
- Desde El Principio 2004
- Exitos Originales (samlingsalbum) 2005
- 20 Exitos - Originales (samlingsalbum) 2005
- Bailando Con Lola 2006